# Wu Minxia
Wu Minxia (chinesisch 吴敏霞, Pinyin Wú Mǐnxiá; * 10. November 1985 in Shanghai) ist eine ehemalige chinesische Wasserspringerin. Sie startete im Kunstspringen vom 1-m- und 3-m-Brett. In 3-m-Synchronwettbewerben war sie lange Zeit die Partnerin von Guo Jingjing, der erfolgreichsten Wasserspringerin aller Zeiten. Ab 2010 sprang sie mit He Zi.
Wu Minxia begann im Alter von sieben Jahren mit dem Sport und verließ ihre Familie mit zwölf, um besser trainieren zu können. Sie ist Studentin an der Universität Peking. Die Pekingerin gehört seit 2000 vom 1-m-, 3-m-Brett sowie im Synchronspringen vom 3-m-Brett zur Weltspitze. Nach den Olympischen Sommerspielen 2000 in Sydney, bei denen Guo Jingjing mit Fu Mingxia Gold im Synchronspringen gewann, wurde Wu neue Partnerin von Guo, nachdem Fu vom aktiven Sport zurücktrat. 2001 wurde das neue Duo in Fukuoka auf Anhieb Weltmeister im 3-m-Synchronspringen, zudem gewann Wu Silber vom 1-m-Brett. Zwei Jahre später konnte sie mit Guo den Titel in Barcelona verteidigen und wurde zudem Dritte im Einzelspringen vom 3-m-Brett. Bei ihren ersten Olympischen Spielen 2004 in Athen gewann sie mit Guo Jingjing die Goldmedaille im Synchronspringen vom Brett. Im Einzel gewann sie Silber hinter ihrer Synchronpartnerin.
Die Erfolge setzten sich bei den Weltmeisterschaften 2005 in Montreal fort. Wu gewann die Silbermedaillen vom 1-m- und 3-m-Brett. Zwei Jahre später kamen in Melbourne erneut der Titel im Synchronspringen und Silber vom 3-m-Brett hinzu. Bei den Olympischen Sommerspielen 2008 in Peking konnte Wu ihren Gewinn der Goldmedaille von Athen mit Jingjing im Synchronspringen vom 3-m-Brett wiederholen, im Einzelspringen gewann sie aus gleicher Höhe Bronze. Auch bei den Weltmeisterschaften 2009 in Rom errang Wu Medaillen, Silber vom 1-m-Brett und Gold mit Guo im 3-m-Synchronwettbewerb. Bei den Heimweltmeisterschaften in Shanghai konnte sie den Titel im 3-m-Synchronspringen erfolgreich verteidigen, diesmal an der Seite ihrer neuen Partnerin He Zi. Im Einzel vom 3-m-Brett gewann sie zum ersten Mal, mit einem winzigen Vorsprung von 1,70 Punkten, Gold vor He Zi. Es war im siebten Anlauf ihr erster Sieg gegen He Zi.
Fünf weitere Medaillen, vier davon in Gold, gewann Wu zudem zwischen 2002 und 2010 bei Asienspielen.
Im Einzel gehörte Wu zwar zu den weltbesten Springerinnen, stand aber meist im Schatten ihrer Partnerin Guo. Bei den Olympischen Spielen 2012 in London konnte sie dann aber die Goldmedaille im Einzelwettbewerb vor He Zi gewinnen. Beide setzten sich auch gemeinsam im Synchronwettbewerb durch.
2023 wurde Wu Minxia in die International Swimming Hall of Fame aufgenommen.